# Jobsearch.dk
Jobsearch.dk er en dansk jobsøgemaskine som samler ledige jobs ved at crawle alle danske virksomheders jobsektioner. Jobsearch.dk omfatter alle ledige stillinger man kan finde på Nettet og har et unikt datasæt. Jobsearch.dk har også relanceret job-zonen.dk i 2019.  Job-zonen.dk  er en af de ældste jobportaler i Danmark